# Werner Jöhren
Werner Jöhren (* 1. September 1900 in Guben, Niederlausitz; † 26. Juni 1959 in Bad Salzschlirf) war ein deutscher Politiker, Schriftsteller und Verleger.

## Leben
Werner Jöhren besuchte das Humanistische Gymnasium, erlernte das Maurer- und Zimmerhandwerk, absolvierte die Baugewerksschule und wirkte dann als Architekt im Geschäft seines Vaters Heinrich Jörgen. Um 1930 begann Jöhren schriftstellerisch zu arbeiten, 1933 gründete er in Berlin ein Verlagsunternehmen, den Ost-West-Verlag. Nach der Ausbombung lagerte Jöhren den Verlag nach Heringsdorf (Usedom) aus. Politisch engagierte sich Werner Jöhren im Hauptaktionsausschuss der Deutschen Staatspartei, der Nachfolgepartei der DDP.
Nach dem Kriegsende im Mai 1945 übernahm Jöhren die Leitung des Amtes für Kultur und Volksbildung auf Usedom. Er war Mitbegründer der CDU auf der Insel und deren erster Kreisvorsitzender. Als die CDU im Herbst 1946 die Kreistagswahlen gewann, wurde Jöhren Landrat. Zugleich übernahm er das Amt des Fraktionsvorsitzenden der CDU im Landtag von Mecklenburg. Dort arbeitete er im Hauptausschuss mit und war Vorsitzender des Verfassungsausschusses. Jöhren gehört zu den Anhängern des SBZ-CDU-Vorsitzenden Jakob Kaiser. Wie dieser lehnte er die Volkskongressbewegung ab und geriet dadurch in Konflikt mit der SED und der sowjetischen Besatzungsmacht. Während der Kaiser-Krise wurde ihm das Verlassen der Insel untersagt. Ende Dezember führte die SED eine öffentliche Kampagne, um ihn aus dem Landratsamt zu vertreiben. SED-Mitarbeiter gingen zur offenen Obstruktion über, der sowjetische Kreiskommandant entzog ihm das politische Vertrauen. Jöhren trat daher am 9. Januar 1948 als Landrat zurück.
Weitere Verdächtigungen der SMA, die Organisation einer Oppositionsbewegung und eine Hausdurchsuchung vom 28. zum 29. April 1948 zwangen ihn, Usedom zu verlassen. Sein Landtagsmandat behielt er zunächst bei. Werner Jöhren siedelte nach West-Berlin (Tempelhof) über.
Rasch übernahm er weitere politische Funktionen (Ortsgruppenvorsitzender, Kreisvorsitzender) und half CDU-Zonenflüchtlingen. Aufgrund seiner Kontakte zu Jakob Kaiser wurde er im Juli 1949 in dessen West-Berliner Büro tätig, das bald Ostreferat oder Ostbüro der CDU hieß. Zwei Monate später war er bereits Leiter des Büros. Jakob Kaiser – mittlerweile Minister für Gesamtdeutsche Fragen in Adenauers erstem Kabinett – bezuschusste das Büro verdeckt. Es sollte Kontakt halten zu den CDU-Mitgliedern der SBZ/DDR, Informationen über die Zustände sammeln und Flüchtlinge betreuen. Dadurch geriet das Ost-Büro ins Visier des sowjetischen Geheimdienstes und der Staatssicherheit. Jöhren stand dem Büro bis zu seinem Tod vor.